# La Nuit du bombardier
La Nuit du bombardier est un roman fantastique français de Serge Brussolo paru en 1989.

## Résumé
Un jeune adolescent de 14 ans, David, est envoyé en pension par sa grand-mère après une agression dont sa mère a été victime. Il se retrouve dans une petite ville des Landes, Triviana-sur-Mer, dans un pensionnat où les autres élèves ne pensent qu'à intégrer des clubs pour se faire accepter.
Isolé, il devient l'ami d'un autre garçon ostracisé, Moochie. Ce dernier apprend à David que, durant la Seconde Guerre mondiale, un bombardier rempli d'explosifs s'était écrasé sur le parc d'attraction de la ville, entraînant la mort de centaines de personnes.